# Psammogeton caramanicus
Psammogeton caramanicus är en flockblommig växtart som beskrevs av Joseph Friedrich Nicolaus Bornmüller. Psammogeton caramanicus ingår i släktet Psammogeton och familjen flockblommiga växter. Inga underarter finns listade i Catalogue of Life.